# Lois Wilson
Lois Wilson (Pittsburgh, 28 de junho de 1894 – Reno, 3 de março de 1988) foi uma atriz norte-americana que trabalhou durante a era do cinema mudo. Ela também dirigiu dois curta-metragens e trabalhou como roteirista.